# Edgeworth (Pensilvania)
Edgeworth es un borough ubicado en el condado de Allegheny en el estado estadounidense de Pensilvania. En el año 2000 tenía una población de 1730 habitantes y una densidad poblacional de 392.9 personas por km².

## Geografía
Edgeworth se encuentra ubicado en las coordenadas 40°33′3″N 80°11′33″O / 40.55083, -80.19250.

## Demografía
Según la Oficina del Censo en 2000 los ingresos medios por hogar en la localidad eran de $99 144 y los ingresos medios por familia eran $116 613. Los hombres tenían unos ingresos medios de $92 616 frente a los $45 417 para las mujeres. La renta per cápita para la localidad era de $69 350. Alrededor del 2.1% de la población estaba por debajo del umbral de pobreza.